# Eufonia nella lingua italiana
L'eufonia è un fenomeno presente nella lingua italiana. Le lettere utilizzate con funzione eufonica sono la D, la I e la R.

## D eufonica
L'uso della D in chiave eufonica è attestato tanto nell'uso della lingua parlata quanto in quella scritta. Tale fenomeno consiste nell'aggiunta finale (epitesi) della lettera d ad alcune particelle, qualora l'incontro vocalico con parole incomincianti per vocale dia adito a cacofonie o difficoltà di pronuncia.
Più frequentemente utilizzata nel passato, nell'uso moderno della lingua italiana la D eufonica ricorre in tre casi:
- nella preposizione ad ("a")
- nella congiunzione ed ("e")
- nella congiunzione od ("o")

Mentre anticamente il fenomeno era attestato anche nei seguenti casi:
- ned ("né")
- sed ("se" solo congiunzione[1])
- ched ("che" congiunzione[2] talvolta anche come pronome[3])

Di tali usi più antichi si trova ancora traccia in forme poco comuni come qualcheduno e ciascheduno.

### Origine
L'esistenza della D eufonica può essere motivata dalla necessità – avvertita da alcuni parlanti – di evitare un incontro vocalico che potrebbe risultare a loro o ad altri sgradevole, o di difficile pronuncia; casi simili vengono talvolta risolti, in altri contesti, con l'elisione della prima vocale, così come avviene nel caso della particella 'ne' nella forma 'ne è' in   n'è.
Dal punto di vista etimologico le particelle derivano dal latino ad, et, aut, quid; il suono sordo [t] della t si sarebbe poi trasformato in quello sonoro [d] per un fenomeno di sonorizzazione dovuto alla posizione intervocalica.

### Utilizzo e regola generale
(Accademia della Crusca, citando Bruno Migliorini)
Se anticamente, sotto l'influenza latina e toscana, l'utilizzo della D eufonica era considerato stilisticamente opportuno nella maggioranza dei contesti comunicativi, col mutare della lingua se ne è persa l'abitudine. Nell'utilizzo prettamente letterario è considerato parte dello stile, talvolta variabile, dell'autore; in tutti gli altri contesti si limita invece al solo caso di incontro fra vocali identiche e nelle locuzioni cristallizzate. Il suo impiego è inoltre improprio davanti a parole inizianti con H aspirata (per esempio: "a Helsinki" e non "ad Helsinki").
In linea generale, sia Migliorini sia Satta, fra gli altri, suggeriscono di provare a pronunciare la frase per constatare l'eufonia nell'incontro delle vocali, e di aggiungere la d solo in caso di un miglioramento, sconsigliando comunque un uso pedissequo e massiccio che causi cacofonie o polisemie: è il caso di incontri come "ed editore", "ad Adamo", "ad adattare" e simili.
L'aggiunta della d eufonica può essere funzionale a variare il contesto ritmico della frase: nella poesia, per esempio, aumenta di una sillaba la lunghezza del verso, però nel solo caso in cui la vocale che segue la parola coinvolta nell'epitesi della D eufonica sia atona. Ad esempio: a Eliàno: ae-lià-no (3 sillabe), ad Eliano: ad-e-lia-no (4 sillabe); a Èttore: a-èt-to-re (4 sillabe), ad Èttore: ad-èt-to-re (4 sillabe).
È da evitare nei casi in cui fra le vocali delle due parole vi sia un'importante pausa sintattica, o ci si trovi all'inizio di un inciso. In presenza di due particelle consecutive, la d eufonica è inserita soltanto sulla seconda di esse.
Secondo Gabrielli, l'Accademia della Crusca e Migliorini, lo stesso Satta e i moderni manuali di italianistica e giornalismo, l'utilizzo della D eufonica dovrebbe limitarsi al solo caso di incontro fra vocali uguali o nelle forme cristallizzate (come nella locuzione "ad esempio" o "tu ed io").

### Polisemia e raddoppiamento fonosintattico
L'uso indiscriminato della d eufonica può dar luogo, nella comunicazione orale, a fenomeni di polisemia e ambiguità semantica, causati dall'omofonia: l'espressione "ad ornare", per esempio, è diversa per scrittura e significato rispetto alla forma "adornare"; entrambe però hanno lo stesso suono nella comunicazione orale. Così come "ad una" e "aduna" (terza persona del verbo adunare), "ad empiere" e "adempiere", "ad enologia" e "adenologia".
In altri casi, tali polisemie possono essere scongiurate dal raddoppiamento fonosintattico, grazie al quale, per esempio, ad anno è distinto da a danno, la cui pronuncia diviene "a ddànno". Tuttavia, il raddoppiamento fonosintattico si presenta con diversa intensità nei vari parlanti, con una variabilità legata soprattutto alle diverse aree geografiche (si veda Raddoppiamento fonosintattico: diffusione geografica), ma anche alla sensibilità individuale.

## I eufonica
L'uso della I eufonica (o protetica o prostetica) è un espediente eufonico, oggi in disuso. L'espediente prevede l’aggiunta di una I al principio di una parola, qualora essa cominci per S impura (nell'italiano antico anche per gn) e sia preceduta da una parola terminante per consonante.
Il fenomeno può trovare una motivazione di ordine fonologico: contrariamente alla convenzione ortografica, la S impura non appartiene fonologicamente alla sillaba seguente, bensì a quella precedente: il che genera la necessità di una vocale d'appoggio introdotta – quale nucleo sillabico – per rendere la pronuncia più fluida; è lo stesso motivo per cui alcuni articoli, davanti alla S impura, mutano per questioni eufoniche.
Un'altra motivazione è prettamente etimologica: le due forme italiane (o comunque romanze) sono mutuate da una singola forma latina, che presentava o meno la i prostetica, dividendosi nei diversi contesti fonologici, come ad es. "Spagna" e "Ispagna", che sono derivate dal latino "Hispania"; invece "scuola" e "iscuola" derivano dal latino "schola", con l'influsso però del francese "école" e dello spagnolo "escuela".
Questo espediente è apparso attorno al XIV secolo ed è caduto in disuso nella seconda metà del XX secolo.
Ecco alcuni esempi:
- strada → istrada
- storia → istoria
- spiaggia → ispiaggia
- Spagna → Ispagna
- sposa → isposa
- studio → istudio
- Svizzera → Isvizzera
- Svezia → Isvezia
- gnocco → ignocco (it. ant., XV secolo)

(A. Manzoni, I promessi sposi, cap. XXIX)
(A. Manzoni, I promessi sposi, cap. XXIX)
(E. de Amicis, Cuore, Novembre - Il mio amico Garrone)
È un fenomeno che nell'italiano contemporaneo tende ormai a scomparire, anche per il consistente numero di prestiti da altre lingue, con sequenze consonantiche in passato rifiutate dal sistema. Rimane cristallizzato nell'espressione per iscritto.

## R eufonica
Nella lingua italiana, l'uso della R eufonica è un espediente eufonico, simile alla D eufonica, caduto in disuso nel XIX secolo, che prevede l’aggiunta epitetica di una R alla preposizione su quando la parola successiva incomincia per U.
Fu usata, tra i tanti, anche da Alessandro Manzoni:
(Alessandro Manzoni, I promessi sposi, cap. XXI)
Invece della R eufonica si usa talvolta la locuzione prepositiva su di, anziché su, davanti a U (su un cavallo), usata di regola anche davanti ai pronomi (su di te), ma impossibile in ogni altro contesto (*su dell'automobile, *su delle nostre spalle). Tuttavia, l'uso di su di davanti all'articolo indeterminativo è respinto come scorretto dai linguisti; altri, pur considerandolo un pleonasmo, ne registrano l'uso comune e lo considerano una soluzione ammissibile, benché fuori dalla norma grammaticale. I dizionari generalmente ammettono su di solo davanti ai pronomi personali.
Più rara è la forma elisa s'un.